# Braye
Braye – miejscowość i gmina we Francji, w regionie Hauts-de-France, w departamencie Aisne.
Według danych na styczeń 2014 roku gminę zamieszkiwały 124 osoby, a gęstość zaludnienia wynosiła 92,5 osób/km².